# قفص (عروض)
القفص عند أهل العروض هو علة مؤداها خرم فاعيلن بعد أن حُذف منها السابع الساكن فتصير فاعيلُ وتنقل إلى مفعول.